# Marta Martin
Marta Martin (Colonia, 1999) è un'attrice tedesca.

## Biografia
Marta Martin è figlia della scrittrice Stefanie Gerstenberger. Insieme a lei scrive libri per bambini. È diventata famosa nel 2012 per il ruolo da protagonista di Silvania Tepes nel film fantasy Sorelle vampiro - Vietato mordere!
Vive nel Nord Reno-Westfalia.

## Filmografia

### Televisione
- Squadra Speciale Cobra 11, episodio La trama (2010)

### Cinema
- Sorelle vampiro - Vietato mordere! (Die Vampirschwestern), regia di Wolfgang Groos (2012)
- Houston (2013)
- Sorelle vampiro 2 - Pipistrelli nello stomaco (Die Vampirschwestern 2 - Fledermäuse im Bauch) (2014)
- Sorelle vampiro 3 - Ritorno in Transilvania (2016)
- Vicino all'orizzonte (Dem Horizont so nah), regia di Tim Trachte (2019)